# Erik Hansen
Erik Rosendahl Hansen (Randers, 15 novembre 1939 – 30 settembre 2014) è stato un canoista danese.

## Palmarès

### Olimpiadi
- 3 medaglie:
  - 1 oro (Roma 1960 nel K1 1000 metri)
  - 2 bronzi (Roma 1960 nella staffetta K1 4x500 metri; Città del Messico 1968 nel K1 1000 metri)

### Mondiali
- 5 medaglie:
  - 1 oro (Jajce 1963 nel K1 1000 metri)
  - 4 argenti (Jajce 1963 nel K1 500 metri; Berlino Est 1966 nel K1 500 metri; Berlino Est nel K1 1000 metri; Copenaghen 1970 nel K1 10000 metri)